# هاشم یعقوبی
هاشم یعقوبی (انگلیسی: Hichem Yacoubi؛ زادهٔ ۴ آوریل ۱۹۶۴) بازیگر اهل کشور تونس است.
از فیلم‌هایی که وی در آن نقش داشته‌است می‌توان به مونیخ، یک پیامبر، تیمبوکتو، کاناپه تونسی و بد حرف نزن و من کاپیتانم اشاره کرد.